# Buissnavelvissen
Buissnavelvissen (Aulorhynchidae) zijn een familie van straalvinnige vissen uit de orde van Stekelbaarsachtigen (Gasterosteiformes).

## Geslacht
- Aulorhynchus T. N. Gill, 1861